# 7170 Livesey
7170 Livesey è un asteroide della fascia principale del diametro medio di circa 9,21 km. Scoperto nel 1987, presenta un'orbita caratterizzata da un semiasse maggiore pari a 2,6970698 UA e da un'eccentricità di 0,1838424, inclinata di 12,51097° rispetto all'eclittica.
L'asteroide è dedicato all'astrofilo britannico Ron Livesey.